# فرودگاه کایکورا

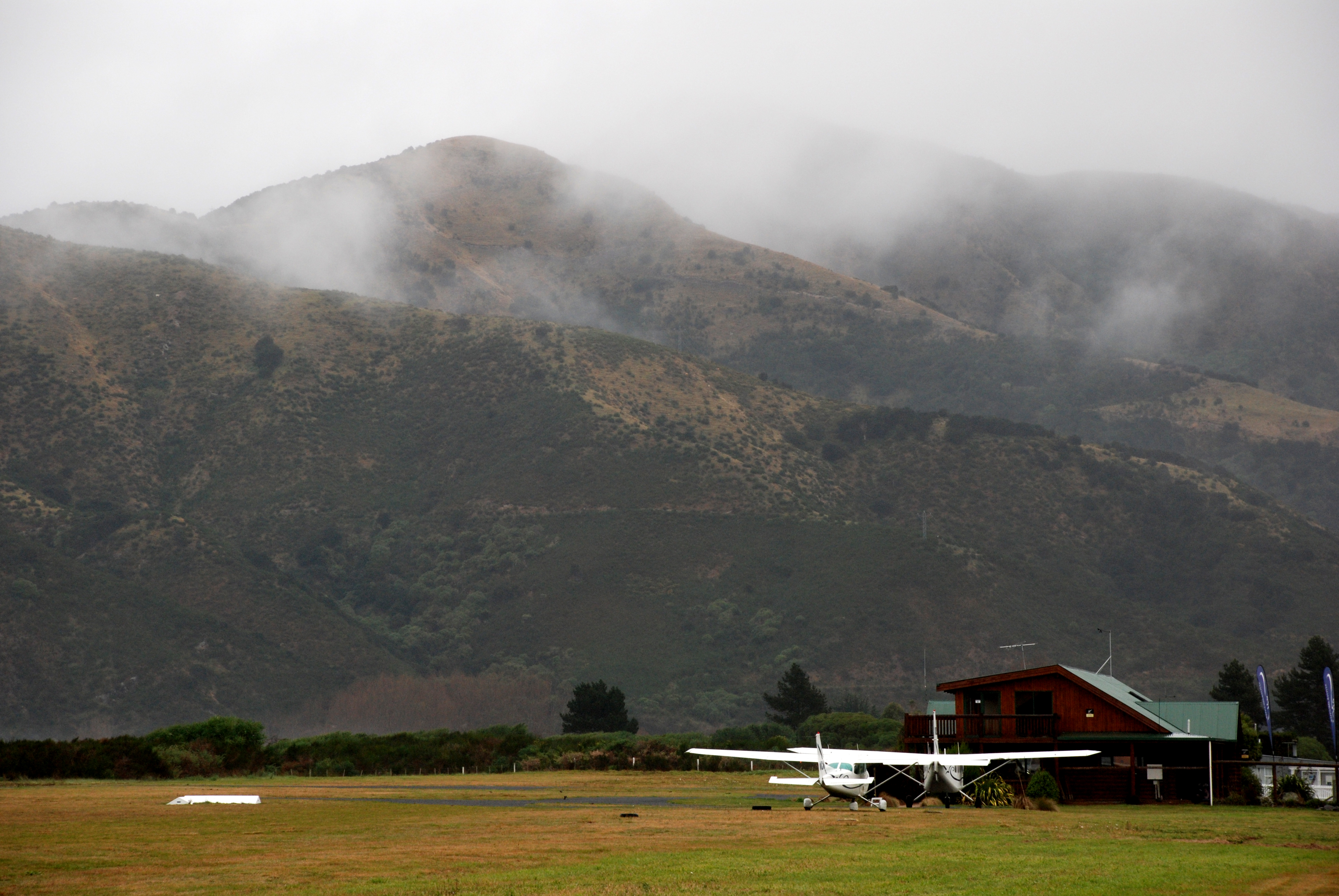
فرودگاه کایورکا در نیوزیلند که با ارتفاع 6 متر از سطح دریا قرار گرفته است

فرودگاه کایکورا (به انگلیسی: Kaikoura Aerodrome) یک فرودگاه همگانی با کد یاتا KBZ است که یک باند فرود آسفالت دارد و طول باند آن ۷۰۰ متر است. این فرودگاه در کشور نیوزلند قرار دارد و در ارتفاع ۶ متری از سطح دریا واقع شده است.